# Rehderodendron macrocarpum
Rehderodendron macrocarpum là một loài thực vật có hoa trong họ Bồ đề. Loài này được Hu miêu tả khoa học đầu tiên năm 1932.

## Hình ảnh

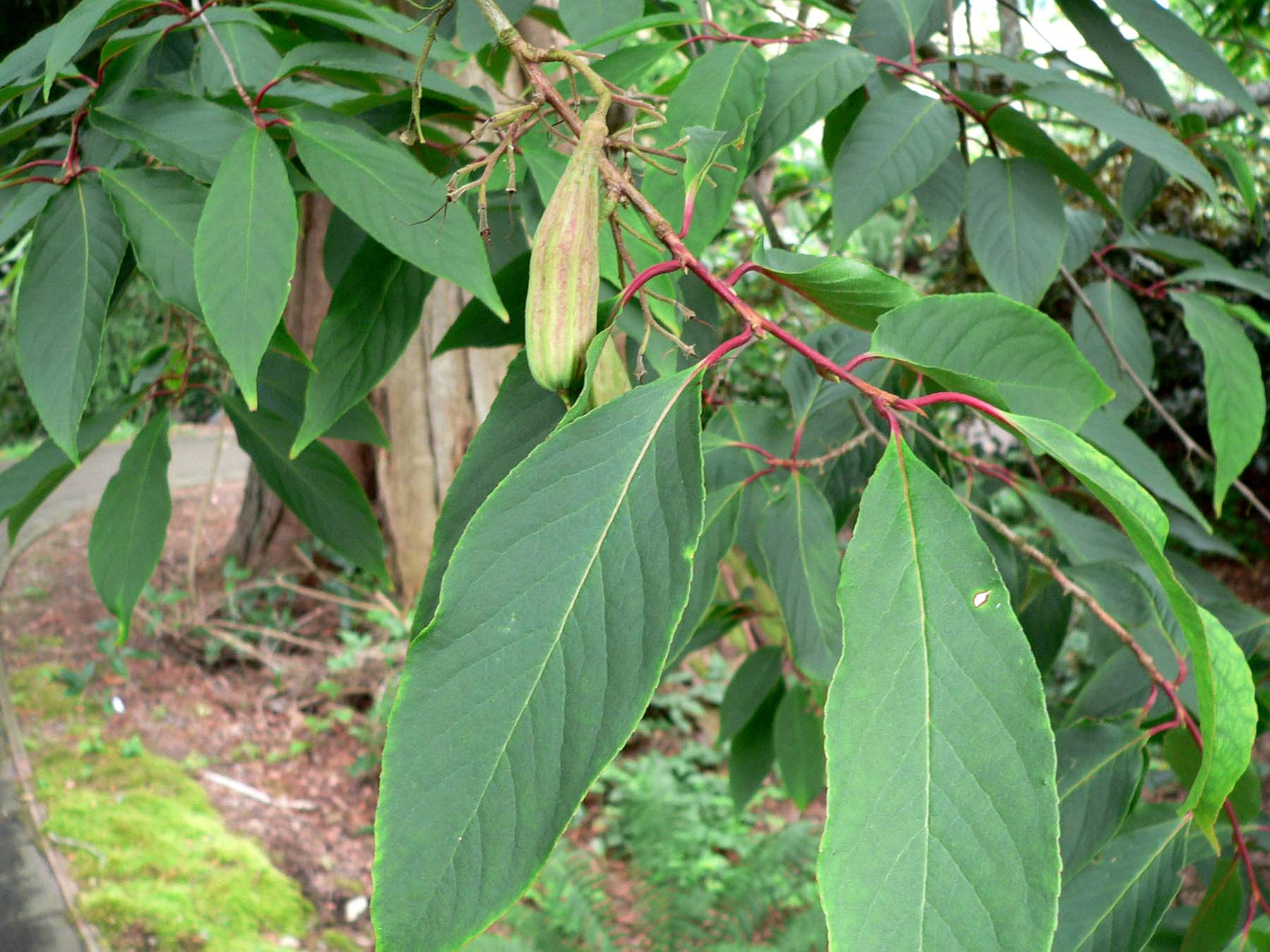
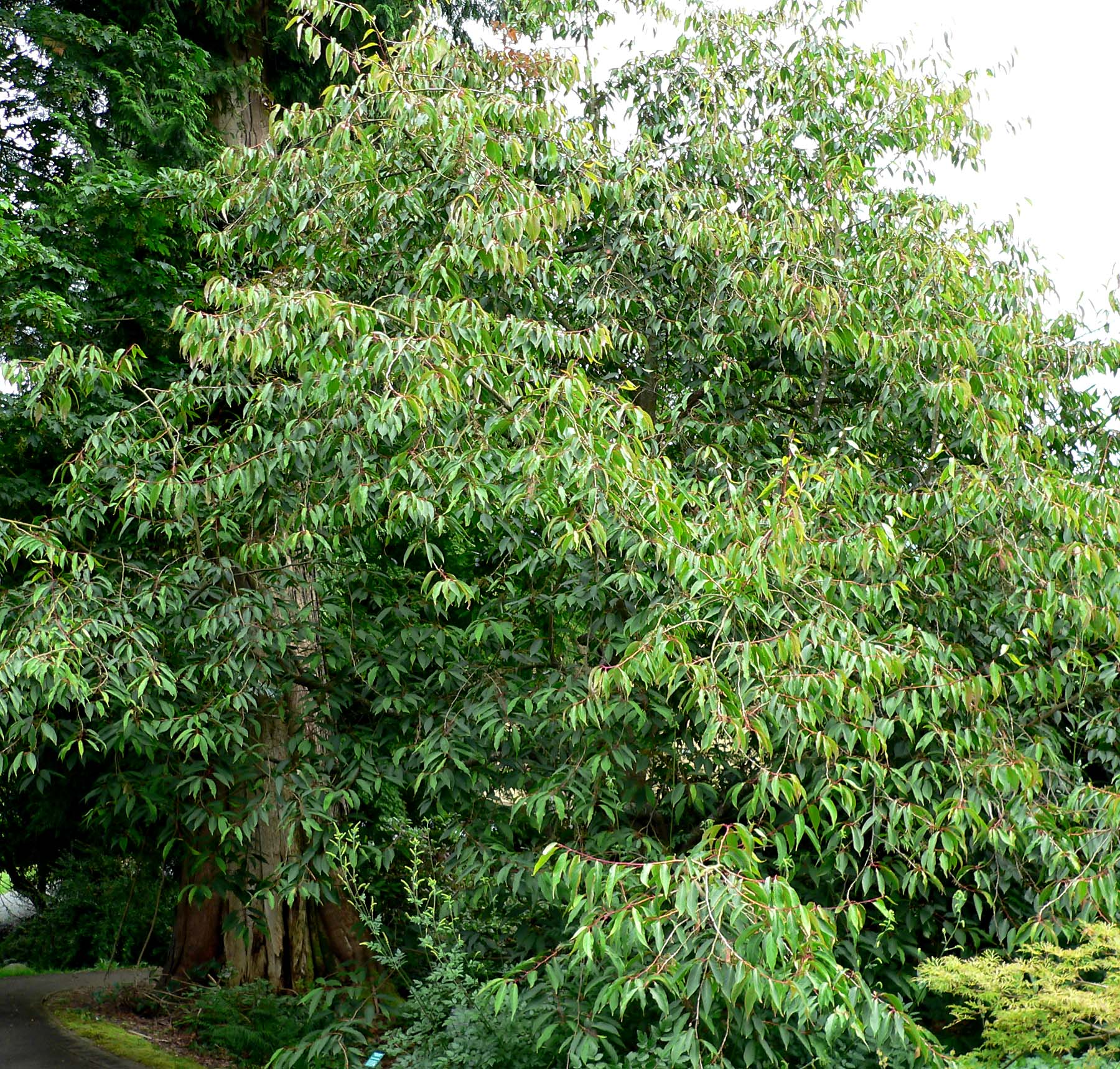